# Sigalphus hunanus
Sigalphus hunanus är en stekelart som beskrevs av You och Tong 1991. Sigalphus hunanus ingår i släktet Sigalphus och familjen bracksteklar. Inga underarter finns listade i Catalogue of Life.